# Babe Dye
Cecil Henry „Babe“ Dye (* 13. Mai 1898 in Hamilton, Ontario; † 2. Januar 1962 in Chicago, Illinois, USA) war ein kanadischer Eishockeyspieler, der von 1919 bis 1931 für die Toronto St. Patricks, Hamilton Tigers, Chicago Black Hawks und New York Americans in der National Hockey League spielte.

## Karriere
Er war schon ein Star im Football und hatte ein Angebot vom Baseball Team der Philadelphia Phillies über $25.000 vorliegen, als er 1919 von den Toronto St. Patricks nach Hamilton ausgeliehen wurde. In seinem ersten Spiel traf er zweimal und wurde sofort nach Toronto zurückbeordert. Nachdem er 1923 der Topscorer der Liga war, wollte er sich in der darauf folgenden Saison im Baseball probieren und kehrte erst im Dezember auf das Eis zurück. So konnte er seinen Titel natürlich nicht verteidigen, was ihm aber im nächsten Jahr wieder gelingen sollte. Seinen einzigen Stanley Cup gewann er 1922 in Toronto. Mit 31 Jahren beendete ein Beinbruch die Karriere des kleinen, so torgefährlichen Stürmers.
Nach seinem Karriereende als aktiver Spieler war Dye als Cheftrainer der Chicago Shamrocks und St. Louis Flyers in der American Hockey Association tätig.
1970 wurde er mit der Aufnahme in die Hockey Hall of Fame geehrt.

## Auszeichnungen
- Bester Scorer: 1923 und 1925; später wurde hierfür die Art Ross Trophy vergeben
- Bester Torschütze: 1921 und 1923; später wurde hierfür die Maurice Richard Trophy vergeben

## Rekorde
- 9 Tore in einer Finalserie (1922 Toronto St. Pats – Vancouver Millionaires).